# Distritos locales de Puebla
Para la elección de diputados de mayoría relativa del Congreso del Estado de Puebla, la entidad se divide en 26 distritos locales.

## Sierra Norte
| Distrito | Cabecera                       | Municipios |
| -------- | ------------------------------ | --- |
| 1        | Xicotepec                      | 13: Honey, FRANCISCO Z. MENA, JALPAN, Jopala, NAUPAN, PAHUATLAN, PANTEPEC, Tlacuilotepec , Tlapacoya , Tlaxco, VENUSTIANO CARRANZA , XICOTEPEC y Zihuateutla. |
| 2        | Huauchinango                   | 6 Ahuazotepec y Zacatlán - Huauchinango, - Juan Galindo, - Chiconcuautla, - Tlaola - Tlapacoya y - Jopala.                                                    |
| 3        | Chignahuapan                   | 19 |
| 4        | Zacapoaxtla                    | 17 Cuetzalan |
| 5        | Libres (antes Tlatlauquitepec) | 11 |
| 6        | Teziutlán                      | 8 |

## Sierra Nevada-Mixteca
| Distrito | Cabecera              | Municipios                |
| -------- | --------------------- | ------------------------- |
| 7        | San Martín Texmelucan | 5 San Felipe Teotlalcingo |
| 8        | Huejotzingo           | 8                         |
| 21       | Atlixco               | 9                         |
| 22       | Izúcar de Matamoros   | 20                        |
| 23       | Acatlán de Osorio     | 22                        |

### Región 20San Martín Texmelucan
- Tlahuapan,
- San Matías Tlalancaleca,
- San Salvador el Verde,
- San Martín Texmelucan,
- San Felipe Teotlalcingo,
- Chiautzingo,
- Huejotzingo,
- Domingo Arenas,
- Calpan,
- San Nicolás de los Ranchos y
- Nealtican.

## Zona metropolitana
| Distrito | Cabecera           | Municipios |
| -------- | ------------------ | ---------- |
| 9        | Puebla de Zaragoza | 2          |
| 10       | Puebla de Zaragoza | 1          |
| 11       | Puebla de Zaragoza | 1          |
| 16       | Puebla de Zaragoza | 1          |
| 17       | Puebla de Zaragoza | 1          |
| 18       | San Pedro Cholula  | 2          |
| 19       | Puebla de Zaragoza | 1          |
| 20       | Puebla de Zaragoza | 1          |

## Amozoc-Tehuacán
| Distrito | Cabecera               | Municipios                                                                        |
| -------- | ---------------------- | --------------------------------------------------------------------------------- |
| 12       | Amozoc                 | 5 Acajete, Amozoc, Cuautinchán, Puebla, Tecali de Herrera y Tepatlaxco de Hidalgo |
| 13       | Tepeaca                | 11 Atoyatempan, Huitziltepec y Mixtla                                             |
| 14       | Chalchicomula de Sesma | 14                                                                                |
| 15       | Tecamachalco           | 6 Cañada Morelos                                                                  |
| 24       | Tehuacán               | 11 Molcaxac y Xochitlán Todos Santos                                              |
| 25       | Tehuacán               | 4                                                                                 |
| 26       | Ajalpan                | 12                                                                                |